# NGC 3788
NGC 3788 је спирална галаксија у сазвежђу Велики медвед која се налази на NGC листи објеката дубоког неба.
Деклинација објекта је + 31° 55' 50" а ректасцензија 11h 39m 44,7s. Привидна величина (магнитуда) објекта NGC 3788 износи 12,6 а фотографска магнитуда 13,4. Налази се на удаљености од 36,5000 милиона парсека од Сунца. NGC 3788 је још познат и под ознакама UGC 6623, MCG 5-28-9, CGCG 157-10, KCPG 295B, ARP 294, VV 228, KUG 1137+321, PGC 36160.